# Nieuw- en Winnerstraat
Nieuw- en Winnerstraat is een buurtschap in de gemeente Nederweert in de Nederlandse provincie Limburg. De buurtschap ligt ten noordoosten van de stad Nederweert, ten westen van Ospel en ten oosten van de Zuid-Willemsvaart. De buurtschap concentreert zich rond de straten Uliker en de Nieuwstraat.

## Geschiedenis
In de 17e en 18e eeuw lag hier de Ulikerschans.
Dorpen: Budschop · Leveroy · Nederweert · Nederweert-Eind · Ospel · Ospeldijk

Buurtschappen en gehuchten: Boeket · Bosserstraat · De Nieuwe Hoeven · Horick · Horickheide · Hulsen · Klaarstraat · Kreijel · Mildert · Nieuw- en Winnerstraat · Roeven · Schoor · Strateris · Waatskamp

Limburg: Steden en dorpen      Nederland: Provincies · Gemeenten